# Formula Renault 2.0 Italia
Formula Renault 2.0 Italia, tidigare Formula Renault 2000 Italia, är det italienska Formel Renault-mästerskapet och det mest prestigefyllda regionala. Drygt hälften av loppen körs i Italien nuförtiden och resten i andra länder för att göra serien attraktiv för utländska förare.

## Säsonger
| År   | Mästare            | Tvåa                | Trea                |
| ---- | ------------------ | ------------------- | ------------------- |
| 2000 | Felipe Massa       | Raffaele Giammaria  | Ronnie Quintarelli  |
| 2001 | Ryan Briscoe       | César Campaniço     | Fabio Carbone       |
| 2002 | José Maria López   | Robert Kubica       | Davide Di Benedetto |
| 2003 | Franck Perera      | Esteban Guerrieri   | Toni Vilander       |
| 2004 | Pastor Maldonado   | Kohei Hirate        | Luca Filippi        |
| 2005 | Kamui Kobayashi    | Michael Ammermüller | Ben Hanley          |
| 2006 | Dani Clos          | Adrian Zaugg        | Edoardo Piscopo     |
| 2007 | Mika Mäki          | Jaime Alguersuari   | Brendon Hartley     |
| 2008 | Pål Varhaug        | Niki Sebastiani     | Michele Faccin      |
| 2009 | Daniel Manchinelli | Genis Olive         | Giovanni Venturini  |
| 2010 | Francesco Frisone  | Federico Vecchi     | Andrea Cecchellero  |